# Marco Hausiku
Marco Mukoso Hausiku, né le 25 novembre 1953 à Kapako et mort le 26 août 2021, est un homme politique namibien, membre de l'Organisation du peuple du Sud-Ouest africain (SWAPO).

## Biographie
Originaire de la région de Kavango, Marco Hausiku est élu membre de l'Assemblée constituante en novembre 1989. Après l'indépendance de mars 1990, il est membre de l'Assemblée nationale, puis devient ministre des Travaux publics, des Transports et de la Communication en 1992, puis ministre des Prisons et des Services correctionnels en 1995 et ministre du Travail en 2002. Le 27 mai 2004, il succède à Hidipo Hamutenya comme ministre des Affaires étrangères, fonction qu'il occupe durant six ans jusqu'en mars 2010, date à laquelle lui succède Utoni Nujoma, fils de Sam Nujoma. Hausiku est vice-Premier ministre de mars 2010 à mars 2015.
Il meurt le 26 août 2021.